# Hospital Nacional Guillermo Almenara Irigoyen
El Hospital Nacional Guillermo Almenara Irigoyen, antes llamado Hospital Obrero, es un centro hospitalario público peruano ubicado en el distrito de La Victoria, en la ciudad de Lima, capital del Perú. Es administrado por EsSalud. Es el segundo más importante hospital de la seguridad social del Perú, después del Hospital Nacional Edgardo Rebagliati Martins, y pionero de los grandes avances médicos que se han dado en dicho país.

## Historia
El nacimiento de este hospital está estrechamente relacionado con la implementación del seguro social obligatorio en el Perú. Fue en el segundo gobierno del general Óscar R. Benavides (1933-1939), cuando se dio este gran paso, que situó al Perú entre los primeros países de Sudamérica en materia de previsión social. Los doctores Guillermo Almenara Irigoyen, Edgardo Rebagliati Martins y Juan José Calle, integraron la Comisión encargada del proyecto de la Seguridad Social,  que se concretó con la promulgación de la Ley N.º 8433 de 12 de agosto de 1936, que creó la Caja Nacional del Seguro Social Obrero, ley que fue ampliada por la N.º 8509 de 23 de febrero de 1937.
El siguiente paso fue la construcción y equipamiento de hospitales y centros asistenciales en todo el país. En Lima se destinó como sitio para la construcción de un gran centro hospitalario los terrenos de la antigua Huerta de Pellejo (Barrio Obrero de La Victoria), frente a la Alameda Grau (hoy Avenida Grau) y de la Facultad de Medicina de San Fernando de la UNMSM , sobre un área de 42.046 m². El 15 de marzo de 1938, Edgardo Rebagliati Martins, ministro de Salud Pública y Asistencia Social, colocó la primera piedra del entonces llamado Hospital Obrero de Lima, en su momento el más grande de Sudamérica.  «El edificio fue levantado por la firma Fred T. Ley & Co. Y fue el arquitecto Prof. Edward F. Stevens, de la firma Stevens Curtin & Mason de Boston quien diseñó los planos». El hospital tenía entonces una capacidad de 542 camas, distribuidas de la siguiente manera: 160 de medicina general, 160 de cirugía, 150 de tuberculosis, 60 de maternidad y 12 de emergencia. El presidente Benavides consideraba esta obra como la mejor de su gobierno, por lo que organizó una ceremonia de inauguración, realizada el 3 de diciembre de 1939, pocos días antes de dejar el poder.
Fue bajo el primer gobierno de Manuel Prado Ugarteche en que se dio su definitiva inauguración. La ceremonia fue fijada para el 8 de diciembre de 1940, en medio de una gran expectativa de la ciudadanía. Llegaron incluso delegaciones extranjeras invitadas. La de Chile estuvo encabezada por su ministro de Salud, el doctor Salvador Allende, quien afirmó que el hospital limeño superaba a los de su país. La prensa consideró esta inauguración como un extraordinario acontecimiento, lo que motivó que miles de trabajadores y sus familias acudieran a presenciarla.
Finalmente, el 10 de febrero de 1941 abrió sus puertas bajo el nombre de Hospital Mixto y Policlínico de Lima, enfocado a atender a la población obrera asegurada de Lima y Callao. Su primer paciente fue el obrero Mauro Sánchez Zapata. Pero no solo los obreros, sino la población limeña y chalaca de mayor poder adquisitivo pugnó por atenderse en el flamante hospital, pues estaba bien equipado y contaba con personal altamente calificado.

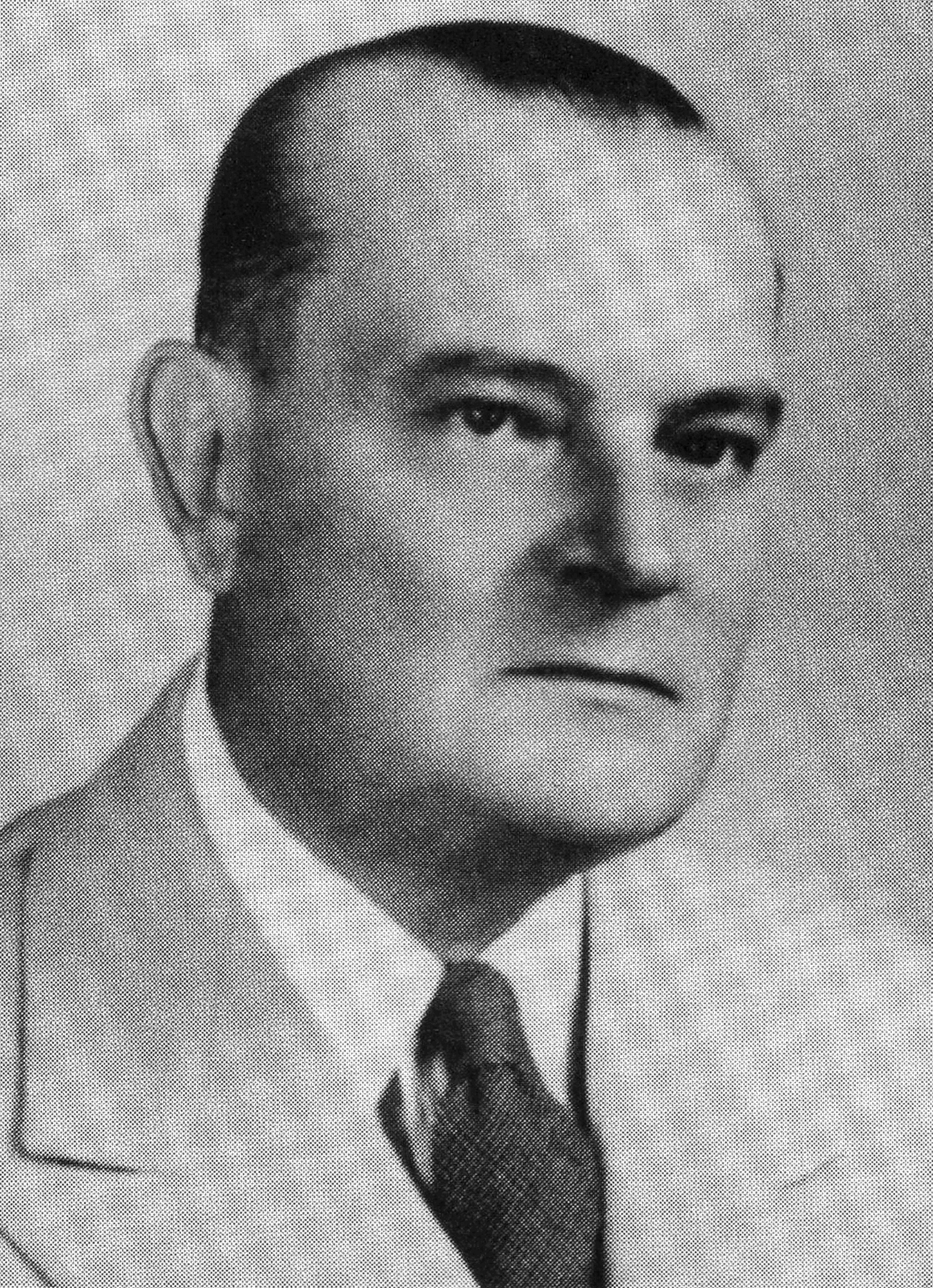
El doctor Guillermo Almenara Irigoyen, impulsor y primer director del Hospital Obrero, que posteriormente sería rebautizado con su nombre.

El primer director del hospital fue Guillermo Almenara Irigoyen, médico especializado en bacteriología y enfermedades tropicales, así como experto en seguridad social y administración hospitalaria. Almenara  revolucionó el sistema hospitalario peruano, adquiriendo equipos médicos de Estados Unidos e introduciendo técnicas avanzadas en lo referente a la asistencia y la administración hospitalaria.
En 1981, con la fundación del Instituto Peruano de Seguridad Social (IPSS), antecesor de EsSalud, el hospital fue rebautizado con el nombre de Guillermo Almenara, en memoria de quien fuera su principal organizador. A la entrada del edificio puede apreciarse un busto del médico peruano.
En 2015 fue categorizado como Instituto de Salud Especializado III-2, máximo nivel otorgado por el Ministerio de Salud del Perú a los establecimientos de salud del país.

## Pionero e impulsor de avances médicos en el Perú
Desde sus inicios el Hospital Obrero o Almenara fue el primer centro asistencial del Perú donde se diferenciaron las especialidades médicas. Ello lo convirtió en el pionero e impulsor de la mayoría de avances médicos en dicho país. Lidera, por ejemplo en el área de quemados, siendo centro de referencia nacional; así como en el rubro de los trasplantes de órganos. En 2000 realizó el primer trasplante de hígado; en 2007, el primer trasplante de pulmón completo; y en 2009, el primer trasplante múltiple de órganos (un páncreas y un riñón).
Entre los numerosos facultativos que han servido en este hospital debemos mencionar a José Carlos Chaman quien realizó, junto al cirujano Carlos Rondón Leiva, el primer trasplante de hígado en el Perú; a José de Vinatea, que hizo el primer trasplante de páncreas; a Juan José Rodríguez Lazo, el primero en implantar los dedos de pies en manos mutiladas; y al médico nefrólogo Alfredo Piazza Roberts, pionero en implementar la hemodiálisis para tratar a los pacientes con afecciones renales.

## Red asistencial Almenara
Atiende a pacientes de distritos de Lima Centro, Lima Este, Lima Norte (Rímac e Independencia), Provincia de Huarochirí y a los referidos a nivel nacional. Los siguientes establecimientos de salud pertenecen a la Red Desconcentrada III Almenara de Lima:
1. Hospital III de Emergencias Grau
2. Hospital II Vitarte
3. Hospital II Clínica Geriátrica San Isidro Labrador
4. Hospital II Ramón Castilla
5. Hospital I Aurelio Díaz Ufano y Peral
6. Hospital I Jorge Voto Bernales Corpancho
7. Policlínico Chosica
8. Policlínico Francisco Pizarro
9. Policlínico de Complejidad Creciente San Luis
10. EsSalud en San Borja
11. Centro de Atención Primaria III Huaycán
12. Centro de Atención Primaria III El Agustino
13. Centro de Atención Primaria III Independencia
14. Centro de Atención Primaria III Alfredo Piazza Roberts
15. Centro Médico Ancije
16. Centro Médico Casapalca
17. Posta Médica de Construcción Civil

IPRESS
1. Zárate
2. Gamarra
3. Clínica San Juan de Dios
4. Clínica San Miguel Arcángel